# La Vie et la Passion de Jésus-Christ
La Vie et la Passion de Jésus-Christ è un film del 1903 diretto da Ferdinand Zecca e Lucien Nonguet.
Con una durata di 44 minuti, era un vero e proprio kolossal per l'epoca.
Attraverso ventisette quadri, il film ripercorre gli episodi più celebri della vita di Gesù di Nazaret dall'infanzia fino alla sua morte e resurrezione. Si tratta della seconda trasposizione cinematografica dei racconti dei Vangeli, dopo il film omonimo del 1898 diretto da Georges Hatot

## Trama
Il film è diviso in diversi quadri, che mostrano delle scene della vita di Cristo, tratte dai Vangeli canonici.
L'annonciation
In questo quadro, Maria è nella sua casa, e le appare l'Angelo del Signore Gabriele, che le annuncia che sarà la madre di Gesù, il Re dei Cieli. La Madonna acconsente candidamente alla chiamata dell'Angelo, e si rimette alla volontà di Dio.
L'étoile mystérieuse
Nella città di Nazareth la gente è in subbuglio, e l'Angelo di Dio annuncia la profezia che Gesù nascerà. Maria e Giuseppe suo sposo si recano nella casa, ma Maria è accusata di adulterio dal sacerdote.
L'adoration des mages
Nella piana di Betlemme, il Cielo si spalanca, appare la scritta GLORIA IN EXCELSIS DEO, con serafini e cherubini, che annunciano ai viandanti e pastori la nascita del Messia. Anche i re Magi accolgono la buona novella, e partono in viaggio per Betlemme, per adorare il Bambino, nato nel frattempo in una grotta.
La fuite en Égypte
Dalla profezia che un giovane re lo spodesterà, re Erode sguinzaglia le guardia per la Galilea, facendo uccidere tutti i nati di quell'anno. La Sacra Famiglia si appresta a fuggire in Egitto. La scena mostra le famose Piramidi di Cheope a la Sfinge, davanti cui passano Maria e Giuseppe col Bambino sopra una mula. L'Angelo di Dio li protegge dalla caccia delle guardie di Erode, finché non riappare a Giuseppe, annunciandogli che Erode è morto, e che dunque possono ritornare in patria.
Jésus parmi les docteurs
Gesù è un ragazzo ed aiuta Giuseppe con la falegnameria nella bottega di Nazareth. Un giorno vanno al Tempio, ma si dimenticano di lui nella grande sala, e Giuseppe quando ritorna, vede che Gesù sta interrogando i Dotti nel Tempio. Nel quadro successivo, Gesù è un uomo, e si reca sul fiume Giordano da Giovanni il Battista per farsi battezzare. Nel momento del Battesimo, il Cielo si apre, con l'apparizione della colomba dello Spirito Santo.
La Sainte Famille
Il quadro è breve, mostra una scena della Sacra Famiglia riunita in casa di Giuseppe, dedita al lavoro e alla preghiera.
Les noces de Cana
Gesù inizia a predicare, in questo quadro si trova nella grande sala di un ricco signore della cittadina di Cana, ed è invitato al banchetto. Manca il vino, e allora la Madonna chiede a Gesù di far qualcosa, il Figlio allora tramuta l'acqua in vino per dissetare i commensali.
Jésus et la samaritaine
Continuando il suo peregrinare, Gesù incontra la Samaritana al pozzo, e le chiede da bere. Poco dopo essa è accusata di adulterio e viene portata in casa di un ricco signore dove Gesù aveva fatto sosta. Gli chiedono il parere se lapidarla o no, ma Gesù decide di salvarla per la sua fede, sicché lei gli lava i piedi, asciugandoglieli coi capelli.
La multiplications des pains
Prima di questo quadro, c'è quello del miracolo di Gesù che resuscita la figlia di Giairo. Il vecchio padre chiede a Gesù di guarirgli la figlia molto malata, ma Gesù arriva tardi, perché la bambina muore; tuttavia Gesù tranquillizza i presenti a resuscita la piccola. Nel quadro successivo, Gesù cammina sull'acqua nel lago di Tiberiade, essendosi allontanato dai discepoli; successivamente Pietro gli chiede cosa mangiare, perché la pesca è andata a male, e Gesù con un miracolo, fa riempire le reti di pesci.
Nell'ultimo quadro avviene il celebre Discorso della montagna, con la moltiplicazione dei pani e dei pesci per i numerosi fedeli giunti ad ascoltare il Messia.
L'entrée au Jérusalem
Prima di questo quadro, il film mostra quello della Trasfigurazione, in cui davanti ai discepoli, Gesù rivela di essere il Figlio di Dio. Nel quadro successivo, dove inizia il periodo della Passione, Gesù entra in Gerusalemme a dorso di una mula, accolto dai pellegrini con rami di palma.
Jésus chassant les vendeurs du temple
In questo quadro, Gesù si trova nel Tempio di Salomone, e vede dei mercanti dediti a far denaro. Con rabbia li scaccia e se ne va, ma il Sommo Sacerdote commenta negativamente l’accaduto.
La cène
Nell’Ultima Cena, Gesù distribuisce il pane e il vino ai Discepoli, annunciando che qualcuno di loro lo tradirà. Giuda si alza sdegnato, e viene cacciato in malo modo da Cristo. Giuda si allontana per raggiungere i Farisei che lo hanno corrotto.
Jésus au jardin des oliviers
Sul Monte degli ulivi, Gesù invita i Discepoli a pregare per lui, mentre si allontana. È il momento della Passione, Gesù chiama suo Padre, ma arrivano i Farisei coi soldati romani di Pilato, guidati da Giuda, che bacia Gesù sulla guancia, prima che venga arrestato.
Le baiser de Judas: l'arrestation
Giuda bacia Gesù sulla guancia, Pietro cerca di salvare il Maestro combattendo contro i romani, e taglia l’orecchio a un soldato, ma Gesù lo risana. Pietro e i Discepoli si sparpagliano confusi, e Gesù viene portato via. Nel quadro successivo, nel tribunale del Sommo Sacerdote Caifa, Gesù viene condotto prigioniero per l’interrogatorio. Dopo che afferma di essere il Messia, Caifa sdegnato lo condanna a morte, e chiede che venga portato da Pilato per la condanna definitiva.
Jésus devant Pilate
Nella sala dell’interrogatorio, Pilato accoglie Gesù, e gli pone delle domande. Non trovando in lui un colpevole meritevole della condanna a morte, lo ritiene un ciarlatano e dichiara che venga portato via per essere frustato.
La flagellation
Nello stesso quadro, Gesù è legato alla colonna, al centro della scena, e frustato dai romani. 
Le couronnement d'épines
Successivamente viene avvolto in un mantello rosso, gli viene porta una verga sulla mano, e una corona di spine sulla testa, col motto infamante GESU’ CRISTO RE DEI GIUDEI.
Jésus est présenté au peuple
Pilato da una finestra del palazzo, presenta Gesà al popolo di Gerusalemme, insieme al prigioniero Barabba, chiedendo alla folla chi sia meglio liberare. Viene liberato Barabba e Gesù viene condannato a morte.
Jésus succombe sous sa croix
Gesù viene portato sulla strada del Monte Calvario, con una croce di legno sulle spalle, e frustato dalle guardie, mentre la folla piangente lo segue.
Le miracle de sainte Véronique
Gesù lungo il viaggio, cade tre volte, alla terza volta, una pia donna gli asciuga il sudore con un panno, e il volto di Gesù rimane impresso sul lenzuolo.
Le crucifiement
Su Monte Calvario, Gesù viene spogliato e crocifisso con altri 2 ladroni. Sulla destra dei soldati si giocano a dadi la sua veste.
Le mort du Christ
Gesù in croce prega suo Padre, e dopo la dichiarazione “Tutto è compiuto”, spira. Avviene un terremoto che sconquassa Gerusalemme.
Le descente de croix
Maria, madre di Gesù, la Maddalena e altre donne pongono Gesù su un lenzuolo, e si avviano in corteo funebre verso un sepolcro di pietra, dove seppellirlo.
La mise au tombeau
Il qusdro mostra una grotta con una entrata di pietra, Gesù viene adagiato sopra una bara di pietra.
La résurrection
Tre giorni dopo la morte di Gesù, delle donne si recano al sepolcro, ma vedono che è vuoto, e dentro vi sono degli angeli che in coro cantano le lodi di Gesù, annunciandone la resurrezione.
L'ange et les saintes femmes
Le donne si recano dagli Apostoli ad annunciare la Resurrezione di Gesù, il quale si presenta poco dopo, mostrandosi come il Figlio di Dio.
Apothéose
Sopra un’altura, Gesù prende commiato dai Discepoli, e infonde il suo Spirito in ognuno di essi per andare a predicare per il mondo. Successivamente li benedice, e si allontana verso il Cielo, ascendendo alla destra del Padre. Il quadro mostra una finestra tra la terra, il luogo dove si trovano i Discepoli adoranti, e il Paradiso, con Gesù che siede a una mensa con i serafini, i cherubini, e Dio Padre al centro.

## Produzione
Questo film è stato distribuito anche in 27 singoli episodi così intitolati:
1. L'annonciation
2. L'étoile mystérieuse
3. L'adoration des mages
4. La fuite en Égypte
5. Jésus parmi les docteurs
6. La Sainte Famille
7. Les noces de Cana
8. Jésus et la samaritaine
9. La multiplications des pains
10. L'entrée au Jérusalem
11. Jésus chassant les vendeurs du temple
12. La cène
13. Jésus au jardin des oliviers
14. Le baiser de Judas: l'arrestation
15. Jésus devant Pilate
16. La flagellation
17. Le couronnement d'épines
18. Jésus est présenté au peuple
19. Jésus succombe sous sa croix
20. Le miracle de sainte Véronique
21. Le crucifiement
22. Le mort du Christ
23. Le descente de croix
24. La mise au tombeau
25. La résurrection
26. L'ange et les saintes femmes
27. Apothéose

## Altri titoli
Esiste un'altra versione: La Vie et la Passion de Jésus-Christ conosciuto anche come La passion del 1898 diretto da Georges Hatot e Louis Lumière.